# Navassa-sziget
A Navassa-sziget (franciául La Navase, haiti kreol nyelven Lanavaz vagy Lavash) egy apró, lakatlan sziget a Karib-tengeren. Kuba, Haiti és Jamaica között helyezkedik el a Guantánamói-öböltől 160 km-re délre. A szigeten 1857-től guanótermelés folyt, 1917-ben világítótornyot építettek rajta. Egy 1998-as expedíció a szigetet természetvédelmi területté nyilvánította. A lakatlan szigeten időnként haiti halászok létesítenek ideiglenes táborokat.
Az Amerikai Egyesült Államok kormánya a szigetet saját, hivatalosan nem csatlakozott területeként tartja számon, a szigetet az USA Halászati és Vadászati Szolgálata kezeli. Bill Warren kaliforniai üzletember azonban tulajdoni jogosultságának megállapítását kérte (sikertelenül) az amerikai bíróságtól, a Guano Islands Act (Guano-szigetek törvény) alapján, valamint Haiti is jogot formál az aprócska szigetre.

## Képek

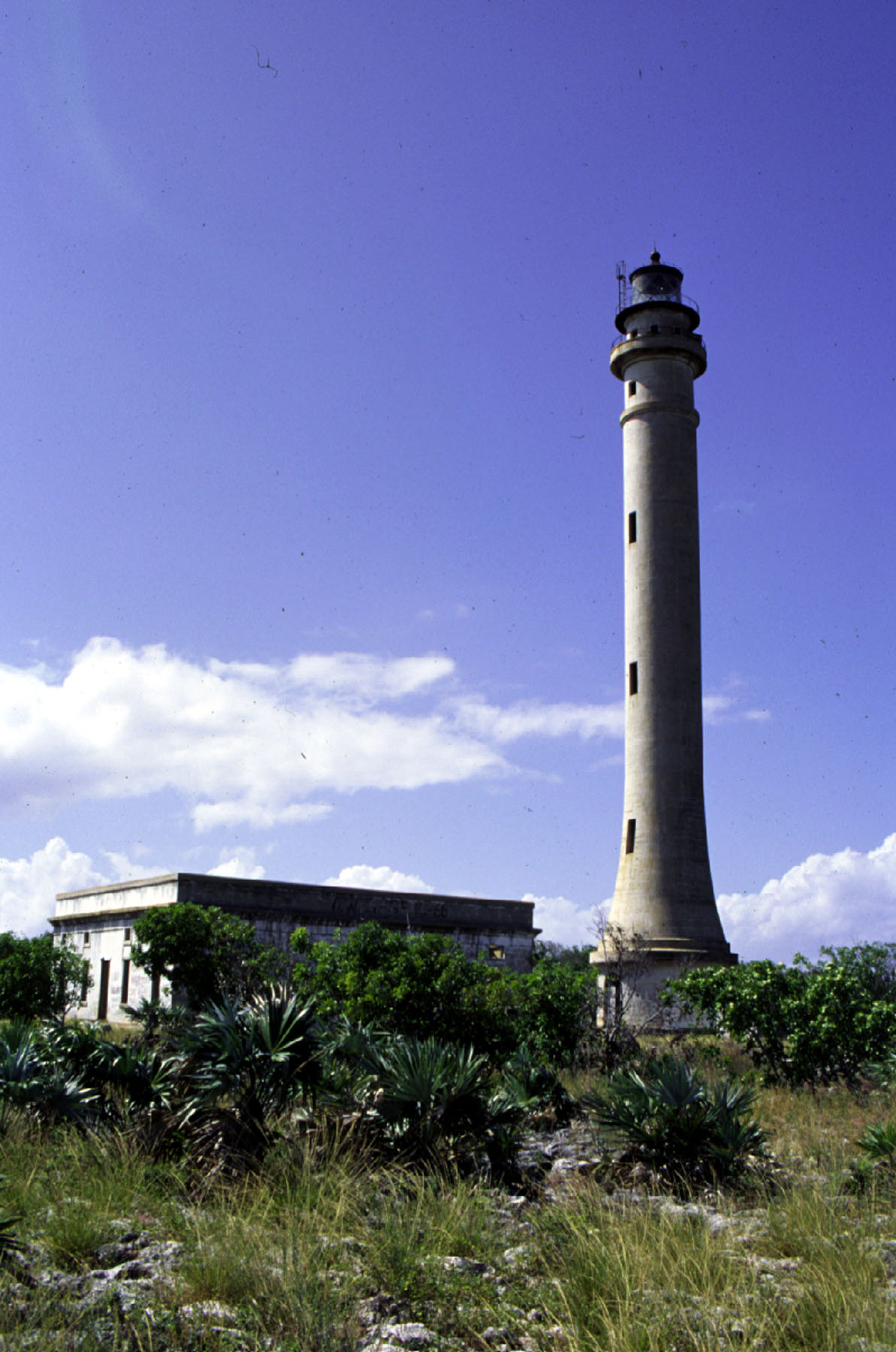
Világítótorony
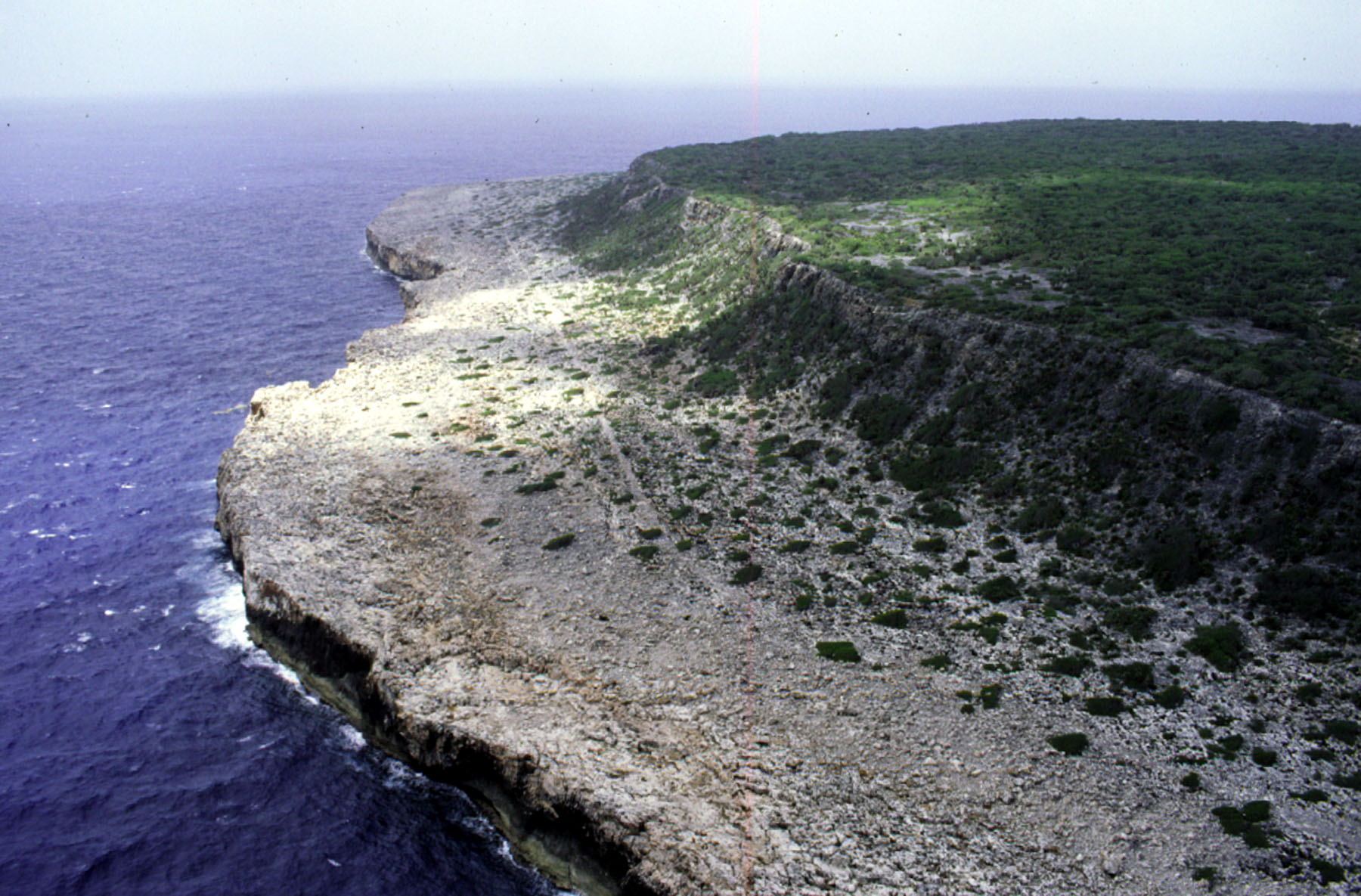
A sziget keleti partja